# Quetzalia mayana
Quetzalia mayana är en benvedsväxtart som först beskrevs av Lundell och Williams, och fick sitt nu gällande namn av Lundell. Quetzalia mayana ingår i släktet Quetzalia och familjen Celastraceae. Inga underarter finns listade.